# Uznanie międzynarodowe
Uznanie międzynarodowe – akt prawny, w którym podmiot prawa międzynarodowego stwierdza wystąpienie pewnych faktów przyznając im jednocześnie określone skutki prawne. W węższym ujęciu uznanie dotyczyć może państwa, rządu, powstańców, strony wojującej oraz narodu. W rozumieniu szerszym uznanie dotyczyć może wielu innych sytuacji prawnych, np. tytułów, kompetencji, czy roszczeń. Istotnym aktem prawnym z punktu widzenia uznania państw stała się konwencja z Montevideo uchwalona w 1933.

## Rodzaje uznania
Rodzaje uznania wyróżnia się ze względu na:
- kryterium liczebności;
  - uznanie indywidualne – przez dany podmiot prawa międzynarodowego;
  - uznanie kolektywne – przez grupę państw lub organizację międzynarodową;
- kryterium formy;
  - uznanie wyraźne – poprzez wyraźne i jednoznaczne notyfikowanie tego faktu zainteresowanemu podmiotowi;
  - uznanie domniemane – wynikające z faktów, takich jak nawiązanie stosunków dyplomatycznych lub zawarcie dwustronnej umowy, a w przypadku zmian terytorialnych jest to np. utworzenie okręgu konsularnego na takim obszarze. Współuczestnictwo w organizacji, umowie wielostronnej, negocjacjach lub konferencji nie jest równoznaczne z uznaniem domniemanym;
- kryterium warunku uznania;
  - uznanie de iure – pełne, bezwarunkowe i nieodwracalne;
  - uznanie de facto – ograniczone (niepełne), warunkowe i odwracalne.

## Obowiązek uznania
W związku z brakiem jednomyślności co do występowania ustalonych kryteriów uznania w poszczególnych wypadkach, nie istnieje obowiązek uznania. Jednocześnie przyjmuje się, że państwa powinny postępować w dobrej wierze. Również powszechnie uznawana rezolucja Instytutu Prawa Międzynarodowego z 1935 określa uznanie jako akt swobodny. W szczególnych przypadkach określone organy międzynarodowe wręcz zobowiązywały państwa do nieuznawania określonych podmiotów (casus Rodezji).

## Uznanie państwa

### Podstawa uznania
Podstawowym kryterium uznania państwa jest efektywność, rozumiana jako stabilność i skuteczność jego władz oraz zdolność do utrzymywania stosunków zewnętrznych. W praktyce uznanie ma charakter polityczny, a decyzja o nim należy do państw, które podejmują ją na podstawie własnych ocen. Odwołują się przy tym do kryteriów, dzielonych na dwie grupy:
- polityczne (subiektywne) – odwołujące się do opinii;
- prawne (obiektywne) – odwołujące się do faktów.

Prawo międzynarodowe zakazuje uznania przedwczesnego oraz nakazuje odróżnianie uznania państwa od uznania za stronę wojującą lub powstańców. Za uznanie przedwczesne uważa się w przypadku istnienia poważnych wątpliwości co do trwałości i stabilności nowej organizacji terytorialnej, np. gdy toczy się walka zbrojna o jego przetrwanie. Tego rodzaju uznanie uważa się za nielegalne z dwóch zasadniczych przyczyn: jako sprzeczne z faktami oraz jako swoistą ingerencję w sprawy wewnętrzne państwa trzeciego. Jako przypadki uznania przedwczesnego wskazuje się uznanie przez kilka państw Katangi oraz Biafry.
Praktyka postępowania państw dowodzi, że do podstawowych warunków uznania zalicza się występowanie pewnych elementów faktycznych. Klasycznym przykładem jest nota George’a Canninga z 25 marca 1825, w której brytyjski minister spraw zagranicznych wskazywał na konieczność uznania nowej rzeczywistości w Ameryce Łacińskiej wobec wystąpienia czterech zasadniczych warunków:
- notyfikacja niepodległości przez rząd nowego państwa;
- realne sprawowanie władzy na określonym obszarze;
- wystarczająca stabilność i jednolitość;
- wprowadzenie zakazu handlu niewolnikami[5].

Podobną politykę przyjęły Stany Zjednoczone, które jako kryteria uznały przede wszystkim możliwości do obrony niepodległości oraz zanik groźby powrotu panowania hiszpańskiego lub portugalskiego. Patrz też Doktryna Monroe.
Obecnie kryteriami uznania stało się też przestrzeganie pewnych „standardów cywilizacyjnych”, takich jak poszanowanie dla prawa do samostanowienia oraz praw człowieka.

### Konsekwencje uznania
W doktrynie dominują dwie główne teorie dotyczące uznawania państw: konstytutywna i deklaratoryjna. Pierwsza z nich głosi, że skutki prawne następują dopiero wraz z momentem uznania. Z kolei druga mówi, że występują one od momentu gdy zaistniały stan faktyczny spełnia warunki określone przez prawo międzynarodowe. Oznacza to, że w myśl teorii konstytutywnej nabycie podmiotowości zależy od uznania, natomiast w przypadku teorii deklaratoryjnej jest ono konsekwencją zaistnienia określonych faktów, a uznanie jest jedynie wyrazem ich odnotowania.
Prawne skutki uznania państwa:
- zarejestrowanie i zaakceptowanie nowej organizacji terytorialnej, skutkujące niemożnością kwestionowania jej podmiotowości i kompetencji;
- nawiązanie stosunków dyplomatycznych[8];
- uznanie kompetencji organów i przedstawicieli nowego państwa oraz przyznanie mu właściwych przywilejów i immunitetów;
- możliwość występowania przed sądami, korzystania z immunitetu sądowego oraz uznania aktów wewnętrznych nowego państwa za obowiązujące.

## Uznanie rządu
Kwestia uznania rządu występuje w momencie, gdy zdobywa on władzę w drodze pozakonstytucyjnej, czyli przeważnie poprzez zamach stanu, przewrót, pucz, rewolucję czy fałszerstwo wyborów. Podobnie jak w przypadku uznania państwa prawo międzynarodowe stwarza dużą swobodę w tym zakresie, jednak nie jest ona pełna.
Stosuje się następujący podział kryteriów uznawania rządu:
- kryteria obiektywne (prawne) – mające oparcie w prawie międzynarodowym;
- kryteria subiektywne (polityczne) – powstałe na bazie opinii państw, które formułują własne warunki, od których uzależniają swoje uznanie dla rządów.

Jedną z historycznych zasad, ostatecznie odrzuconą przez prawo międzynarodowe, była zasada legitymizmu, która postulowała nieuznawanie rządów, które powstały wbrew tradycyjnemu, związanemu z daną dynastią porządkowi prawnemu danego państwa. Szczególną formę tej reguły określiła doktryna Tobara, formułując zasadę legitymizmu demokratycznego, która odmawiała uznania wobec rządów ustanowionych drogą rewolucyjną, wbrew porządkowi konstytucyjnemu.
Obecnie podstawową przesłanką uznania rządu jest kryterium efektywności, czyli rzeczywistego sprawowania władzy na danym terenie, zamieszkanym przez określoną ludność. W pojęciu tym zawiera się zarówno milcząca lub wyraźna aprobata rządzonych, jak i zdolność władzy do realizacji międzynarodowych zobowiązań.
Od czasu I wojny światowej ważną kwestią stało się zagadnienie uznawania rządów na uchodźstwie. Doszło wówczas do emigracji rządów Belgii, Serbii i Czarnogóry, które znalazły swe schronienie w Sainte-Adresse, na Korfu oraz w Neuilly-sur-Seine. Przyjęcie ze strony państw Ententy pozwoliło im na prowadzenie normalnej działalności politycznej, wojskowej i dyplomatycznej, a także korzystanie z należnych rządom przywilejów i immunitetów. Kwestia uznawania władz emigracyjnych powróciła wraz z wybuchem II wojny światowej, w czasie której swoje terytoria opuściło aż osiem rządów: belgijski, czechosłowacki, grecki, holenderski, jugosłowiański, luksemburski, norweski i polski.
Podstawą uznania wobec rządu emigracyjnego jest rzeczywistość. Z punktu widzenia prawa międzynarodowego okupacja jest stanem przejściowym, a okupant nie może działać jako organ podporządkowanego sobie państwa. O ile nie nastąpiła stabilizacja nowej sytuacji, a rząd na emigracji dąży do odzyskania terytorium, ma on prawo do bycia reprezentantem państwa. Wyrazem prowadzonej przez niego działalności w tym celu może być utrzymywanie własnych sił zbrojnych lub sprawowanie kierownictwa względem ruchu oporu w kraju. Utrata kompetencji rządu emigracyjnego nastąpić może w wypadku zakończenia okupacji oraz przejęcia władzy w państwie przez inny efektywny ośrodek władzy, cieszący się poparciem miejscowej ludności.

## Uznanie za stronę wojującą
Kwestia uznania za stronę wojującą pojawiła się na początku XIX wieku, w związku z pojawieniem się ruchów niepodległościowych w Ameryce i Europie. Instytucja ta była stosowana szczególnie przez Stany Zjednoczone, Anglię i Francję, zaś jej celem było umiędzynarodowienie wojen domowych i powstań o charakterze narodowowyzwoleńczym.
Do obiektywnych kryteriów uznania za stroną wojującą zalicza się posiadanie rządu i armii, efektywność rządu na danym terytorium, prowadzenie walki zbrojnej w formie działań wojennych zgodnie z normami wynikającymi z prawa międzynarodowego. Brak zaistnienia któregokolwiek z tych warunków powoduje, że ewentualne uznanie uznawane jest za przedwczesne. Kryterium subiektywnym jest natomiast ocena prawdopodobieństwa sukcesu prowadzonej walki.
Uznanie za stronę wojującą powoduje nabycie przez nią praw i obowiązków państwa, w tym przejęcia odpowiedzialności międzynarodowej za wydarzenia na kontrolowanym obszarze. Z kolei państwa uznające zobligowane są do zachowania neutralności.

## Uznanie za powstańców
Instytucja uznania za powstańców wywodzi się ze Stanów Zjednoczonych, a jej przyjęcie nastąpiło w 1885 roku, gdy sąd okręgowy w Nowym Jorku rozpatrywał sprawę Ambrose Light. Została ona użyta przez USA w 1891 roku wobec powstańców chilijskich, w 1892 roku w związku z wojną domową w Wenezueli, w 1893 roku w odniesieniu do ruchu rewolucyjnego w Brazylii oraz w 1895 roku w czasie powstania na Kubie. Instytucją tą posłużyła się także Brazylia w 1962 roku, uznając za powstańców Portugalczyków, którzy 22 stycznia 1961 opanowali statek „Santa Maria”. W toczącym się w Brazylii procesie przeciwko porywaczom sąd nie tylko nie zakwalifikował porwania jako aktu terrorystycznego, ale również odmówił uznania sprawców uprowadzenia za piratów.
Uznanie za powstańców nastąpić może o wiele wcześniej niż uznanie za stronę wojującą. Następuje na etapie walki o stworzenie sytuacji umożliwiającej powołanie rządu, gdy nie przejęto jeszcze faktycznej władzy nad określonym terytorium. Siły powstańcze nie muszą również działać pod jednolitym dowództwem, nie są też zobligowane prawem do określonego sposobu prowadzenia działań zbrojnych. Uznanie za powstańców wywołuje także mniejsze skutki prawne niż uznanie za stroną wojującą – oznacza przede wszystkim nietraktowania walczącej grupy jako przestępców, czy piratów, nie obliguje też strony uznającej do zachowania neutralności. Głównym celem tej instytucji jest ochrona własnych obywateli bądź interesów.

## Uznanie za naród
Instytucja uznania za naród ma charakter historyczny, szczególnie związana jest z okresem I wojny światowej. Doszło wówczas do sytuacji, w której państwa Ententy, pragnąc podtrzymać współpracę z narodami Europy Środkowo-Wschodniej przeciwko wrogim im państwom centralnym, uznały Czeski Komitet Narodowy oraz Komitet Narodowy Polski za ich oficjalnych reprezentantów. Pozwoliło to Polakom i Czechom korzystać z pewnych kompetencji rządowych, jak np. prawa do posiadania armii, trybunałów wojskowych, czy też flagi narodowej. Uznanie za naród nie wiązało się jednak z jednoczesną gwarancją dla utworzenia własnego państwa.